# Wawrzyniec Sierakowski
Wawrzyniec Sierakowski herbu Ogończyk – wojski dobrzyński w latach 1662-1668.
Był elektorem Michała Korybuta Wiśniowieckiego z ziemi dobrzyńskiej w 1669 roku.